# 佐田浜
佐田浜（さだはま）は、三重県鳥羽市鳥羽一丁目にある地名。JR・近鉄鳥羽駅と伊勢湾に挟まれた地域を指す。鳥羽港を構成する港湾地区の1つであるとともに、鳥羽市鳥羽の小字でもある。
鉄道駅・バスセンター・旅客船ターミナル・駐車場が集まる交通結節点であり、鳥羽港の観光機能を担う地域である。

## 地理
鳥羽市の北部に位置する。公称地名としての佐田浜は、鳥羽市鳥羽の小字であり、付近には佐田北山、佐田宮田、佐田小山、佐田エゴ松の上と佐田を冠する小字が見られる。
通称地名としての佐田浜は、鳥羽駅から伊勢湾に至るまでの陸地部分を指し、鳥羽港の港湾地区としての佐田浜地区は、鳥羽港の北部、小浜地区と岩崎地区に挟まれた地区である。大部分が埋立地で、埋立部分の面積は約7 ha、おおむね住所上の鳥羽市鳥羽一丁目2383番地に相当する。
佐田浜は地名の通り砂浜海岸であったが、昭和40年代（1965年 - 1974年）の埋め立てにより姿を消した。
佐田浜地区は鳥羽駅が立地し、国道（42号・167号の重複区間）が通り、鳥羽市営定期船の発着する鳥羽マリンターミナルが置かれるなど、交通結節点として機能している。交通要地としてのみならず、鳥羽一番街、鳥羽マルシェ、志摩マリンレジャーの「鳥羽湾めぐりとイルカ島」クルーズ船など観光機能も持ち合わせている。

### 東公園と西公園
佐田浜地区には佐田浜東公園と佐田浜西公園がある。どちらも都市公園のうちの風致公園に分類されている。
佐田浜東公園は、鳥羽市の姉妹都市であるサンタバーバラ（アメリカ合衆国）から贈られたイルカの像がある噴水を特徴とする公園で、「ドルフィンパーク」の別名がある。面積は43 a。2014年（平成26年）に北隣に鳥羽マルシェが開業するのを前に修景工事が行われ、2015年（平成27年）11月に「鳥羽足湯処 とまり湯」が園内に設置された。修景工事により鳥羽駅方面から海が見えるよう、樹木の伐採とフェンスの撤去が行われた。足湯は、鳥羽浦村温泉から湯を運び入れている。
佐田浜西公園は海女の像と縁期松（えごのまつ）を特徴とする公園である。面積は18.7 a。海女の像は正式名称を「海女と童子の像」と言い、1971年（昭和46年）に佐田浜埋立工事を担当した業者が寄贈したものである。名古屋市の彫刻家による作品とされ、アコヤガイの上に立つ海女が真珠のトーチを掲げ、2人の子供（童子）が寄り添う姿をしている。縁期松は、江戸時代中期の『志陽略誌』に「男女が会う約束をした場所」として掲載されている由緒あるマツの木で、昭和初期に御木本幸吉が2代目のマツを植樹した。ミキモトの縁期松は、2013年（平成25年）に松くい虫の被害により伐採され、三重県造園建設業協会の寄贈により3代目のマツが2015年（平成27年）3月26日に植樹された。松の前には、2004年（平成16年）8月に由来を記した石碑が建てられている。

## 歴史

### 砂浜時代（-1960）

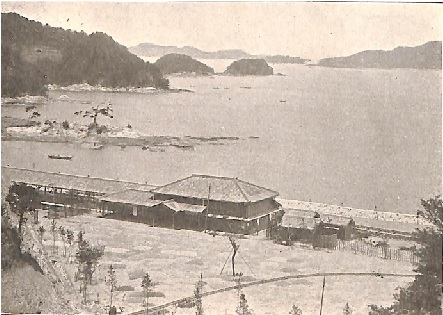
開業を間近に控えた鳥羽駅（1911年）。海辺に建つ様子が分かる。

佐田浜は鳥羽市鳥羽の小字であり、地名の通り、本来この地は砂浜海岸であった。江戸時代には鳥羽城の帯曲輪（岩崎廓）の北端で佐田口門が置かれ、沖合の小島には縁期松（えごのまつ）と呼ばれるマツの木があり、男女が出会う約束を交わす場所とされていた。佐田口門は嘉永7年11月4日（グレゴリオ暦：1854年12月23日）の安政東海地震で大破し、扉が流失したという記録が残っている。
明治に入り1907年（明治39年）になると、参宮鉄道は宇治山田市（現・伊勢市）の山田駅（現・伊勢市駅）から二見浦を経由して鳥羽に至る鉄道の建設を計画し逓信大臣の認可を得た。しかし参宮鉄道の国有化の影響で実際の着工は遅れ、1911年（明治44年）7月21日に延伸し、鳥羽駅が開業した。鳥羽は市街地まで山が迫る地形をしているので、駅を造るために水深1.8 mの海域を15,000坪余（≒5 ha）埋め立てて土地を確保した。こうして佐田浜の浜辺に建つ鳥羽駅が完成し、1960年（昭和35年）頃までホームの目の前に海が迫る光景を見ることができた。
また、縁期松の周辺海域は鳥羽町の指定海水浴場となった。昭和初期に縁期松は枯れてしまい、御木本幸吉が新しい松を植え直した。1928年（昭和3年）6月、志摩電気鉄道（現・近鉄志摩線）が鳥羽 - 二見間の延長工事許可を取得、その一環として佐田浜の埋め立てを計画したが、毎年のように計画変更や期限の延長申請を繰り返し、1935年（昭和10年）8月に鉄道免許の失効を理由に工事延長が不許可となり、頓挫した。この頃、待月楼の別館として佐田浜に旅館対神館が建てられた。対神館は太平洋戦争中、大日本帝国海軍の伊勢防備隊に建物を提供した。
1946年（昭和21年）1月1日、宇治山田市から旅館・戸田家が進出し、佐田浜に戸田家旅館鳥羽別館（現・戸田家）を開業した。戸田家は旧・対神館を継承する形で鳥羽に進出した。

### 佐田浜の埋立と開発（1960-1985）
高度経済成長期になると国道167号（現・国道42号・167号の重複区間）の拡幅が検討され、山側を通す2案と海側を通す1案が提出された。ちょうど観光シーズンの自動車渋滞と岩崎桟橋の船舶の混雑の解決が求められていたこともあり、佐田浜海岸を埋め立てて新港を建設し、新国道を海岸沿いに建設することを決定した。佐田浜開発は、初代市長・中村幸吉が構想した大規模開発事業の1つであり、2代目市長の谷本荘司も事業を引き継いだ。一般市民が計画を知ったのは1961年（昭和36年）のことで、市内14団体が連合して鳥羽湾埋立反対同盟を結成し、反対運動を起こすに至ったが、1966年（昭和41年）6月2日に鳥羽市役所で起工式が挙行された。埋立面積は約6.8 haに及び、埋め立て用の土砂は堅神団地（現・池上町）東部の切り崩しで発生したものを利用した。1967年（昭和42年）には新国道の建設も着工、1968年（昭和43年）5月20日に近鉄鳥羽線の建設と近鉄志摩線の改良工事が始まった。

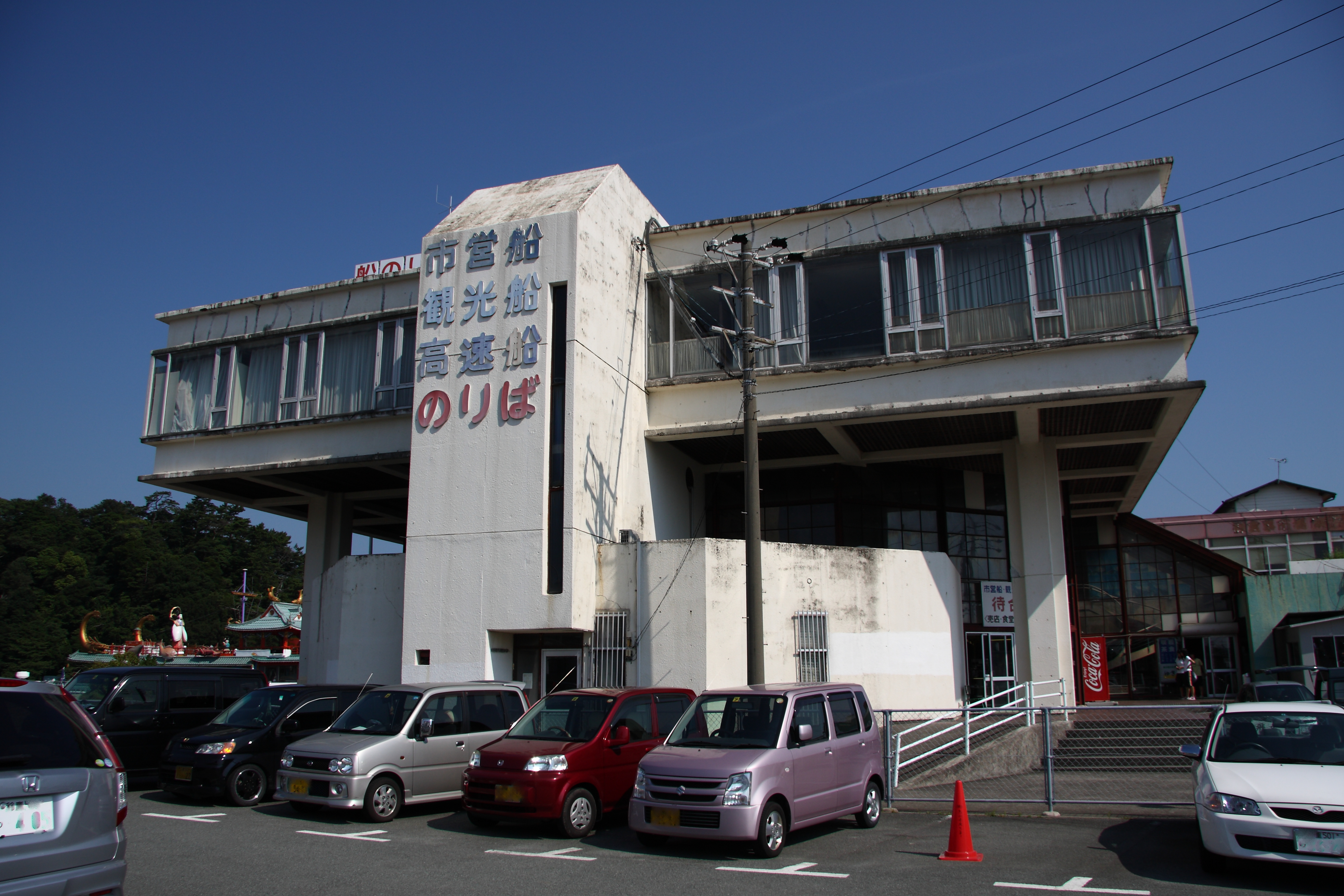
鳥羽港湾センター（2010年）

1969年（昭和44年）5月、志摩勝浦観光汽船（現・志摩マリンレジャー）の鳥羽湾めぐり遊覧船と鳥羽市営定期船の乗り場が相次いで岩崎桟橋から新港へ移転した。翌1970年（昭和45年）3月1日には近鉄鳥羽線が開通、埋立地に建設された近鉄鳥羽駅が営業を開始し、7月21日に鳥羽港湾センター・鳥羽パールビルの開館式を挙行、12月1日に佐田浜市営駐車場（現・佐田浜第一駐車場）が開かれ、新港はほぼ完成した。この間、1970年（昭和45年）5月1日に公募していた新港の名称が決定し、「佐田浜」と発表された。この頃はまだ、佐田浜は駅裏と認識されていた。
その後も埋め立てと開発は続き、1971年（昭和46年）3月18日に三重交通の鳥羽バスターミナルが完成し、1972年（昭和47年）に埋め立てを終了した。荷揚場や防波堤も建設され、名古屋や蒲郡とを結ぶ水中翼船の発着場も佐田浜に設けられた。この時、縁期松のある小島が陸続きとなり、佐田浜西公園となった。佐田浜埋立の契機となった新しい国道167号は4車線で1973年（昭和43年）3月18日に開通し、幹線道路が山側の市街地から海辺の埋立地に移動した。佐田浜の埋め立ての完了後、鳥羽港中部の中之郷でも埋立工事が始まり、佐田浜を観光港、中之郷を産業港として機能分担させた。1977年（昭和52年）3月18日には、廃業したボウリング場を大幅に改造して鳥羽一番街が誕生した。

### マリンタウン21（1985-2011）
1985年（昭和60年）12月、佐田浜桟橋が浮桟橋に変更された。同年、運輸省は「長期港湾整備計画」策定し、日本各地の港湾で再開発事業を計画、鳥羽市でも1986年（昭和61年）より「鳥羽マリンタウン21」の調査検討を開始した。これは、飛鳥などの2万トン級のクルーズ客船が接岸できる国際観光埠頭を核とした約5 haの埋め立てを国・県・市が行い、イベント広場や緑地帯を整備し、民間資金を利用して8階建ての商業施設、5階建ての国際旅客センター、ホテルなどを誘致し、施設間を鳥羽駅から屋根付きの橋上通路で結ぶという計画であった。1994年（平成6年）に事業として始動、1997年（平成9年）に、ターミナルビルを3階建てに縮小するなどの変更を加えた土地利用計画書を策定1998年（平成10年）から本格的な埋立工事が始まった。埋め立てが始まった頃にはバブルが崩壊して観光客数は減少傾向にあり、隣接する志摩郡（現・志摩市）で志摩スペイン村が開業するなど観光開発が進み、鳥羽市を観光客が素通りするのではないかという危機感が広まったため、マリンタウン21に懸ける観光事業者の期待は大きかった。2001年（平成13年）6月に鳥羽商工会議所で開かれた鳥羽マリンタウン21建設促進協議会総会では、進捗率55%で、2005年（平成17年）3月の完工に向け、工事は順調であるとアピールされた。この時点のマリンタウン21の第1期工事の目玉事業は、中部国際空港への海上アクセス港を整備することであった。
ところが2002年（平成14年）に、三重県は海上アクセス港を津市に設置することを決め（後の津なぎさまち）、鳥羽市からのアクセスは伊勢湾フェリーが師崎港から中部国際空港に行き先を変更して対応することになったため、鳥羽市はターミナルビル建設計画をいったん棚上げし、三重県は第1期完工を2008年（平成20年）度に遅らせる判断を下した。しかし2008年（平成20年）度中にも完工せず、2010年（平成22年）度へと再延期された。この間、マリンタウン21に関連して、2006年（平成18年）12月15日に行われた第8回とばみなとまちづくり市民協議会では、市民から佐田浜の砂浜の再現を求める意見が多く挙がった。しかし内藤廣を座長とする「とばみなとまちづくり検討会議」が2007年（平成19年）5月にまとめた佐田浜の再開発案は、「利害関係者に相談なく市が勝手に構想を描いた」、「計画中止も含め検討すべき」などと反発が強く、計画は頓挫した。2008年（平成20年）1月15日には、鳥羽パールビルが閉館した。
2009年（平成21年）10月1日付の『広報とば』で、マリンターミナルの基本設計内容が市民に公表され、2010年（平成22年）3月にターミナル建設工事が着工し、2011年（平成23年）2月に竣工した。

### マリンターミナル開業後（2011-）

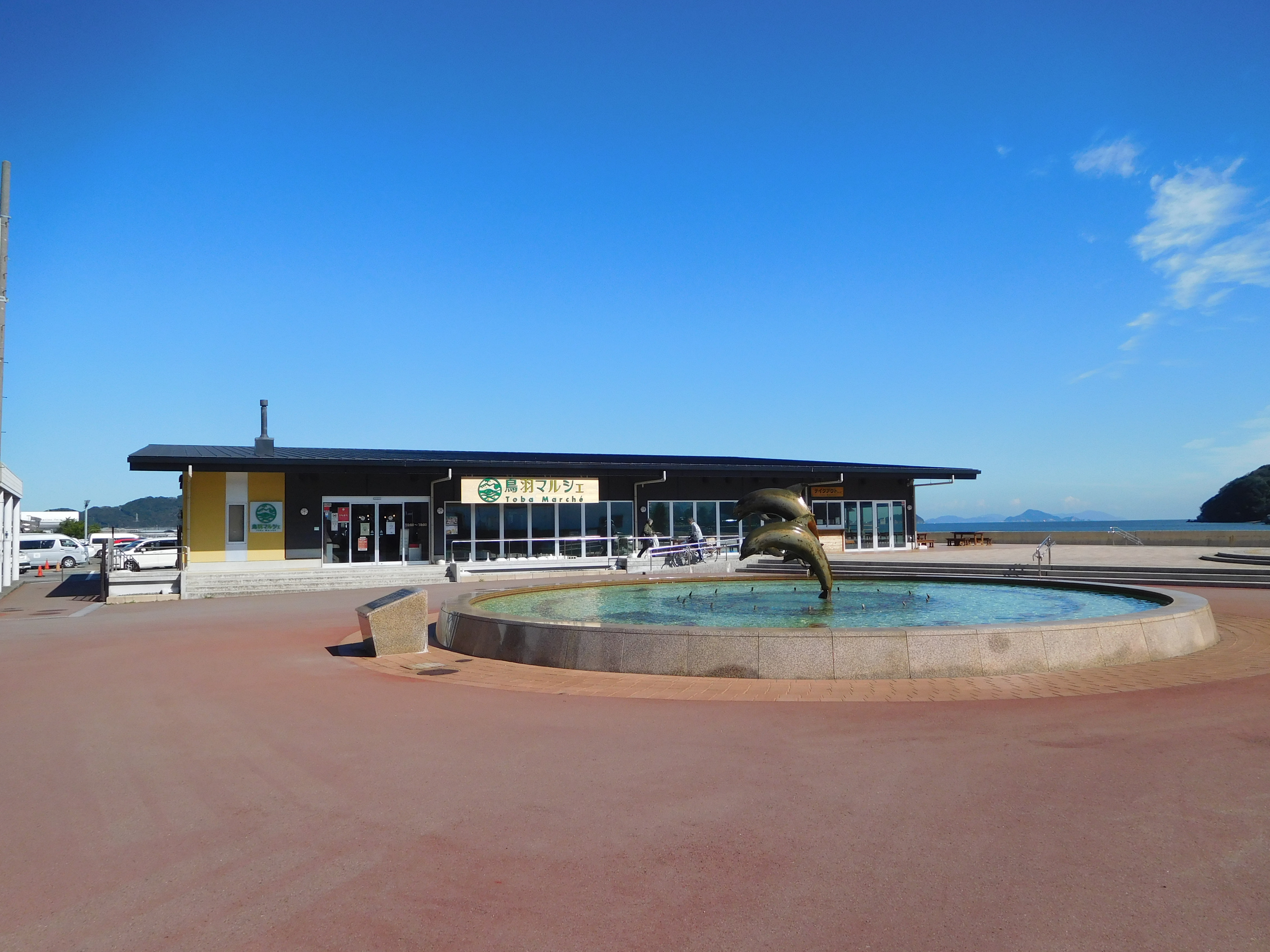
鳥羽マルシェ

2011年（平成23年）4月1日、鳥羽マリンターミナルが供用を開始し、佐田浜の新港が開港した一方、鳥羽港湾センターは閉鎖された。これを受けて鳥羽市は「鳥羽（佐田浜）港検討プロジェクトチーム」を立ち上げ、その下部組織として若手職員による「みなとまち魅力調査団」を組織し、アンケート調査を実施した。これを基に、市は佐田浜再開発の中間案として「賑わうみなとづくり」を掲げ、農水産物直売所の設置構想などを2011年（平成23年）8月に提示したが、足湯、カフェ、バーなどを併設した大規模な施設であったため批判が殺到し、計画は見直された。
2012年（平成24年）3月、中部地方整備局からみなとオアシスとばが認定・登録を受けた。同年にはマリンタウン21の第2期工事を中止することが決定し、2009年（平成21年）度に行われた防波堤工事を巡る「鳥羽港防波堤工事公文書改ざん問題」が発覚した。
2013年（平成25年）5月、農水産物直売所構想が明らかにされ、工事遅延で開業時期のずれ込みを経て、2014年（平成26年）10月14日に鳥羽マルシェが開業した。2015年（平成27年）11月には「鳥羽足湯処 とまり湯」が佐田浜東公園に設置された。

### 過去の施設

#### 鳥羽パールビル

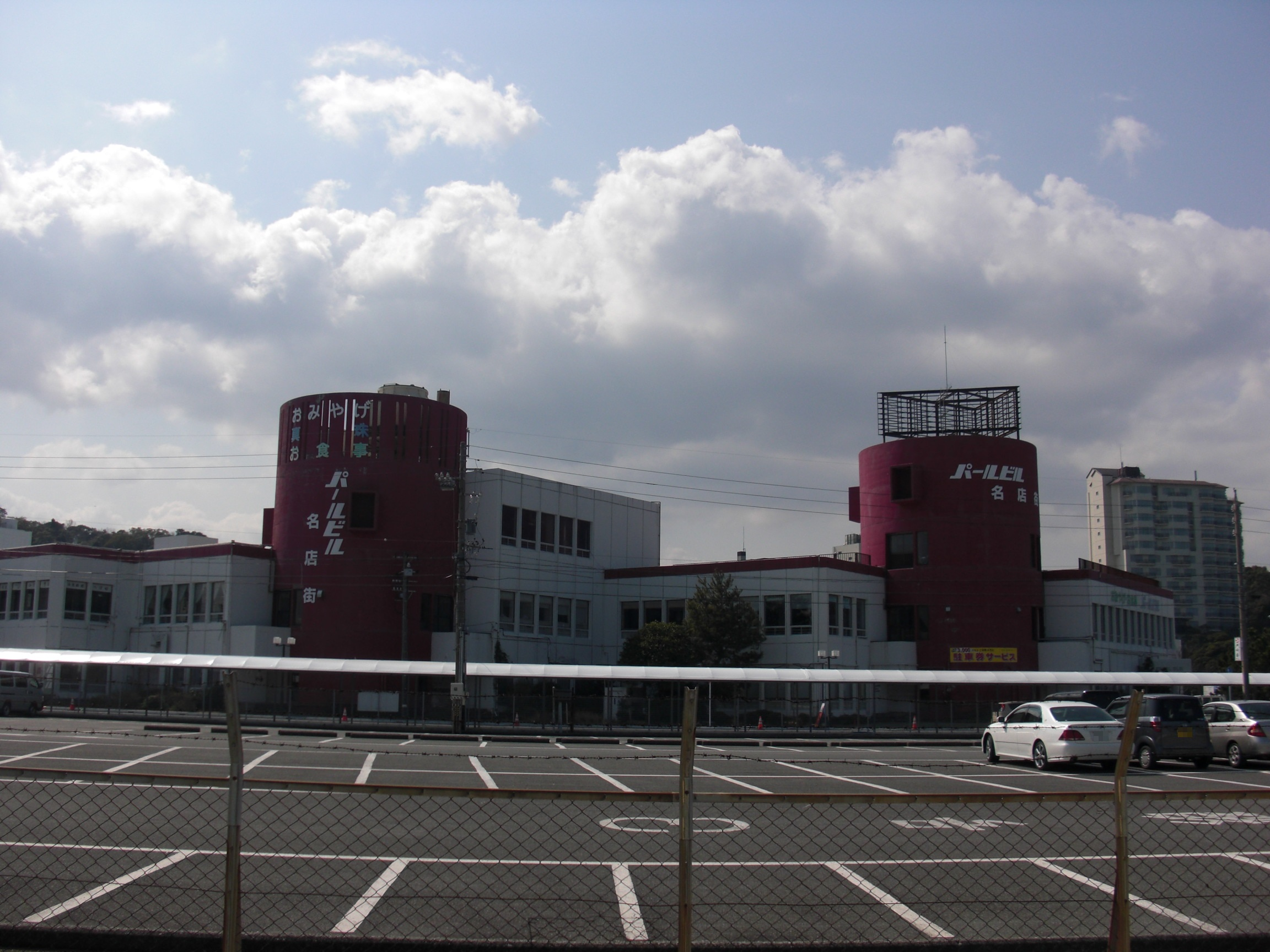
鳥羽パールビル（2011年）

鳥羽パールビルは、鉄筋コンクリート構造2階建て一部4階建てで、敷地面積5,224 m2、建築面積3,546  m2、延床面積7,200 m2の商業ビルであった。海陸交通機関の接点となる港湾施設に求められるものとして、隣接する鳥羽港湾センターと一体的に整備され、1970年（昭和45年）7月21日に開館し、2008年（平成20年）1月15日に閉館した。
海上静一建築設計事務所の設計、構造計画研究所の構造設計、鳥羽市土木部の工事監理、奥村組の施工によって建築された。建築主は鳥羽市開発公社で、鳥羽市民を優先して各店舗スペースを分譲した。ビルの2階は鳥羽駅から伸びる連絡通路で直結していたが、開館時点では連絡通路はなく、その建設を見越した設計を行っていた。鳥羽駅からの連絡通路と直結する館内通路（幅員4 m）を基幹として、幅員3 mの通路がこれに直交する通路を設定し、1階には複数の出入り口を設けた。港湾センターと同じく大スパンの架構が意識されている。外壁は打放しコンクリートにペンキ塗装を施していた。
開館時点では66店舗あったが、閉館時には37店舗に減少していた。テナントは真珠店、土産物店、飲食店などが主で、パチンコ店や薬局もあった。2006年（平成18年）10月に管理組合の臨時総会で「閉鎖やむなし」の意見が大勢を占め、2008年（平成20年）に閉鎖した。出店者の一部は鳥羽市内で移転し、営業を続けた。
パールビルは鳥羽一丁目2383番地5にあり、佐田浜地区のほぼ中央に位置するため、佐田浜再開発にとって最重要課題となっている。閉館を決定した直後はビル解体後に新施設を建設するか否か検討するという方針であった。2007年（平成19年）5月には、とばみなとまちづくり検討会議により「市が購入」、「民間が購入」、「民間の購入後に市有地と交換」の3案が示されたが、利害関係者への相談なしに提示したため反発が起き、廃案となった。続いて2011年（平成23年）7月、鳥羽市は管理組合に現状のままで1億3800万円、更地にすれば3億5000万円で買い取ると示唆したが、実現しなかった。さらに2017年（平成29年）2月にはパールビルの売却に向けて組合員の8割が承認し、交渉が大詰めを迎えているという報道がなされたが続報はなく、同年6月16日に津地方裁判所伊勢支部はパールビルを競売にかける旨、公告した。2019年現在も建物は未利用のまま現地に残されている。

#### 鳥羽ぶらじる丸

市民の森公園に残るガリバーすべり台

鳥羽ぶらじる丸は、鳥羽一丁目2383番地1にあった海上パビリオン。移民船として日本と南米を結んだ貨客船「ぶらじる丸」は1973年（昭和48年）3月に退役し、鳥羽市が誘致して観光施設として佐田浜沖に係留されていた。
1973年（昭和48年）9月28日、鳥羽市は「ぶらじる丸誘致特別委員会」を設置してぶらじる丸の誘致に乗り出し、翌1974年（昭和49年）1月23日に大阪商船三井船舶（現・商船三井）、商船三井客船、近畿日本鉄道、鳥羽市開発公社などの出資で運営会社として「鳥羽ぶらじる丸観光株式会社」が設立された。三菱重工業神戸造船所で改装工事を施し、同年7月5日に観光施設「鳥羽ぶらじる丸」として開業した。
白色の船体にオレンジ色のファンネルが特徴で、船内は展示室（マリンミュージアム）、ホール、ショッピングコーナー、ゲームコーナー、レストランなどがあった。操舵室や機関室などはそのまま保存されていた。
修学旅行生を中心に多くの来船者があったが、バブル崩壊によって経営が悪化し、1996年（平成8年）1月30日に営業を終了した。開業からの来船客数は1000万人を超え、最後の3日間は無料化されたこともあり、約9,000人が訪れた。営業終了後もしばらくは鳥羽ぶらじる丸観光の会社清算のため事務所として利用された後、解体のため中国へ曳航されていった。しかし実際には解体を免れ、1997年（平成9年）に広東省湛江市で観光施設「湛江号」として再開業していたことが2009年（平成21年）に報じられた。甲板に設置されていたガリバーのすべり台は、曳航前に鳥羽市大明東町の鳥羽市民の森公園へ移設され、2019年（平成31年/令和元年）現在も残っている。

## 交通

### 鉄道
2019年現在
| 事業者 | 路線   | 種別     | 行き先                             |
| ------ | ------ | -------- | ---------------------------------- |
| JR     | 参宮線 | 快速みえ | 名古屋                             |
| JR     | 参宮線 | 普通     | 伊勢市、多気、松阪、亀山           |
| 近鉄   | 鳥羽線 | 特急     | 名古屋、大阪上本町、大阪難波、京都 |
| 近鉄   | 鳥羽線 | 快速急行 | 大阪上本町                         |
| 近鉄   | 鳥羽線 | 急行     | 名古屋                             |
| 近鉄   | 鳥羽線 | 普通     | 宇治山田、明星、伊勢中川、白塚     |
| 近鉄   | 志摩線 | 特急     | 賢島                               |
| 近鉄   | 志摩線 | 普通     | 賢島                               |

### バス
佐田浜には、「鳥羽バスセンター」、「鳥羽駅」、「鳥羽マリンターミナル（佐田浜）」の3つのバス停留所がある。
2019年現在
| 事業者                 | 系統       | 行き先                                   | 行き先                                   |
| ---------------------- | ---------- | ---------------------------------------- | ---------------------------------------- |
| 三重交通・西武観光バス | 東京高速線 | 大宮営業所                               | 大宮営業所                               |
| 三重交通               | 41         | 伊勢市駅前                               | 伊勢市駅前                               |
| 三重交通               | CANばす    | 宇治山田駅前、鳥羽水族館・ミキモト真珠島 | 宇治山田駅前、鳥羽水族館・ミキモト真珠島 |
| かもめバス             | ■1         | 安楽島                                   | 小浜漁協前                               |
| かもめバス             | ■2         | ウィスタリアン前                         | 小浜漁協前                               |
| かもめバス             | ■3         | 鳥羽小学校                               | 小浜漁協前                               |
| かもめバス             | ■4         | 鳥羽小学校                               | 高丘、石鏡港、畔蛸口                     |
| かもめバス             | ■5         | 国崎、鳥羽展望台                         | 国崎、鳥羽展望台                         |

### 航路
2019年現在
| 事業者             | 行き先                                     |
| ------------------ | ------------------------------------------ |
| 志摩マリンレジャー | 鳥羽湾めぐりとイルカ島                     |
| 鳥羽市営定期船     | 坂手、菅島、桃取、答志、和具、神島、中之郷 |

### 道路
- 国道42号・国道167号（重複区間）
- 鳥羽市道鳥羽駅臨港線 - 佐田浜東公園前から鳥羽運輸総合庁舎前に至る市道[26]。

## 施設

### 2383番地にある施設
- 鳥羽運輸総合庁舎[92]
- 鳥羽駅前交番[15]
- 鳥羽マリンターミナル[14]
  - 志摩マリンレジャー本社[93]
- 鳥羽バスセンター[94]
- 佐田浜駐車場（第1 - 第5）[95]
- 鳥羽市開発公社本社[95]
- 鳥羽ビジターセンター[96]
  - 伊勢志摩国立公園協会[96]
- 鳥羽マルシェ[97]
- 鳥羽一番街[98]
  - 伊勢志摩バリアフリーツアーセンター[99]
- かっぱ寿司鳥羽店[100]
- オリックスレンタカー近鉄鳥羽駅前店[101]
- トヨタレンタリース三重鳥羽駅前店[102]
- コスモ石油新鳥羽SS[103]
- 佐田浜東公園
- 佐田浜西公園

### その他
- 戸田家
- JR・近鉄鳥羽駅